# وانتسر
وانتسر (به آلمانی: Wanzer) یک منطقهٔ مسکونی در آلمان است که در الاند، سکسونی-انهالت واقع شده‌است. وانتسر  ۱۲۴ نفر جمعیت دارد.